# Human (chanson de The Human League)
Pour les articles homonymes, voir Human.
Singles de The Human League
Louise
(1984) I Need Your Loving
(1986)
Human est une chanson interprétée par le groupe new wave britannique The Human League, écrite, composée et produite par Jimmy Jam et Terry Lewis, sortie en single le 11 août 1986 et extraite de l'album Crash.
Avec ce single, le groupe s'oriente vers une pop teintée de soul. Le morceau a en effet été composé et produit par Jimmy Jam et Terry Lewis, membres du groupe américain The Time, qui travaillent généralement avec des artistes orientés vers le R&B ou le funk.
Sur un rythme mid-tempo, la chanson aborde le sujet de l'infidélité dans le couple.
C'est un succès dans plusieurs pays, notamment en Amérique du Nord. Le single arrive au sommet des charts au Canada et aux États-Unis, où il se classe numéro un à la fois dans le Billboard Hot 100 et dans le Hot Dance Club Play.

## Classements hebdomadaires
| Classement (1986)                          | Meilleure position |
| ------------------------------------------ | ------------------ |
| Allemagne (GfK Entertainment)              | 5                  |
| Australie (Kent Music Report)              | 26                 |
| Belgique (Flandre Ultratop 50 Singles)     | 11                 |
| Canada (RPM 100 Singles)                   | 1                  |
| États-Unis (Billboard Hot 100)             | 1                  |
| États-Unis (Hot Adult Contemporary Tracks) | 3                  |
| États-Unis (Hot Dance Club Play)           | 1                  |
| États-Unis (Hot R&B/Hip-Hop Songs)         | 3                  |
| Irlande (IRMA)                             | 5                  |
| Nouvelle-Zélande (RMNZ)                    | 4                  |
| Pays-Bas (Single Top 100)                  | 16                 |
| Royaume-Uni (UK Singles Chart)             | 8                  |
| Suisse (Schweizer Hitparade)               | 25                 |

## Certification
| Pays                  | Certification | Unités certifiées |
| --------------------- | ------------- | ----------------- |
| Canada (Music Canada) | Or            | 50 000            |